# The Chronicles of Riddick: Assault on Dark Athena
The Chronicles of Riddick: Assault on Dark Athena est un jeu vidéo sorti en 2009 sur PC, Xbox 360, PlayStation 3. Il s'agit du deuxième jeu vidéo issu de la saga saga Les Chroniques de Riddick. Il est constitué de trois parties : le remake du précédent jeu de la saga, Escape from Butcher Bay ; Assault on Dark Athena, sa suite, et un mode multijoueur.

## Synopsis
À la fin de l'épisode précédent, Riddick et le mercenaire chasseur de primes Johns parvenaient à s'enfuir de la prison de haute sécurité de Butcher Bay.
Dans ce jeu, le vaisseau utilisé par Riddick et Johns est intercepté pendant leur sommeil cryogénique par un immense vaisseau spatial, le Dark Athena, dont le capitaine, une femme du nom de Revas, semble très bien connaître Riddick.
À demi éveillé même en sommeil cryogénique, Riddick parvient à se cacher lors de la fouille du vaisseau par Revas et ses hommes, qui ne trouvent que Johns, profondément endormi.
Une fois à bord du Dark Athena, Riddick s'allie à d'autres prisonniers afin d'organiser une évasion de grande envergure, survivre aux drones armés de mitraillettes, sauver la petite fille d'une des prisonnières qui se déplace en utilisant les canalisations et finalement confronter Revas.
La fin du jeu ne se relie pas aussi parfaitement que Butcher Bay avec le film Pitch Black: Johns est absent de la scène finale et une fillette l'est par contre. Cela pourrait présager une suite.